# 搖滾玫瑰
《搖滾玫瑰》（3-THREE-）是惣領冬實創作的日本漫畫作品。在「Sho-Comi」（小學館）上連載。單行本小學館全14卷（文庫版全8卷），講談社全8卷。是作者的第二個長篇漫畫。台灣原由大然出版社出版（全14卷），大然倒閉後由東立出版社再版（全13卷）。

## 故事簡介
14歲的岸森理乃有著動人的歌喉，立志要當職業歌手；中野目圭也有著好聽的聲音，但卻在複雜的環境下生長。兩人互相被對方吸引，互相砥礪的兩人各自朝著夢想前進。
原書名（3-THREE-）正反映男女主角音樂夢想的三階段——國中時的相遇，成為歌手後的再相逢及成名後的再遇。男女主角因為音樂而愛上彼此，也因為音樂而各自又走上不同道路，最後彼此間的回憶和音樂的牽絆重新走在一起。

## 登場角色

### 主要角色
岸森理乃
14歲。中學3年級學生。「NITTY GRITTY」的主唱。
中野目圭
理乃的同校同學。有天才的吉他技術，也有歌唱的才能。「茵泰爾」的主唱。

### 家族
岸森智史
理乃的哥哥。大學生。
神有住龍一
理乃的表哥。高中生。「B-HEAT」的主唱。理乃的母親一直認為是他帶壞理乃。
中野目拓美
圭同母異父的弟弟。小學生。
中野目志麻子
圭的母親。
以前被朋友帶去俱樂部時認識了傑依，之後生下了圭，但是娘家反對結婚，打算3人一起生活，但是傑依最後還是與他們分開。
圭的父親
普通的上班族。
傑依
圭的親生父親。比志麻子年輕3歲。祖母是日本人。
以歌手為目標，打算和志麻子3人一起去美國，不過因為志麻子反對，一個人赴美。
川島朱梨
傑依的戀人。在無國籍酒吧唱爵士樂的歌手。

### 音樂關係
才賀由基
業界有名的流行樂製作人。
久野
優子
石田咪卡
喜歡圭的女藝人。
灰野時夫
原樂團「STRANGE」的主唱。發現圭聲音的魅力，組成「茵泰爾」。
渦井雪也
大阪出身。因為父親反對樂團活動而離家出走。母親是英國人，眼睛是灰色。
仁志
NITTY GRITTY的吉他手。
今泉秋緒
NITTY GRITTY的鼓手。身高175cm。

## 出版書籍

### 小學館版
| 卷數 | 小學館         | 小學館             |
| 卷數 | 發售日期       | ISBN               |
| ---- | -------------- | ------------------ |
| 1    | 1988年10月26日 | ISBN 4-09-133051-7 |
| 2    | 1989年1月26日  | ISBN 4-09-133052-5 |
| 3    | 1989年4月26日  | ISBN 4-09-133053-3 |
| 4    | 1989年7月26日  | ISBN 4-09-133054-1 |
| 5    | 1989年10月26日 | ISBN 4-09-133055-X |
| 6    | 1990年3月26日  | ISBN 4-09-133056-8 |
| 7    | 1990年6月26日  | ISBN 4-09-133057-6 |
| 8    | 1990年9月26日  | ISBN 4-09-133058-4 |
| 9    | 1990年12月17日 | ISBN 4-09-133059-2 |
| 10   | 1991年3月26日  | ISBN 4-09-133060-6 |
| 11   | 1991年5月25日  | ISBN 4-09-133691-4 |
| 12   | 1991年8月26日  | ISBN 4-09-133692-2 |
| 13   | 1991年11月26日 | ISBN 4-09-133693-0 |
| 14   | 1992年2月26日  | ISBN 4-09-133694-9 |

小學館文庫
| 卷數 | 小學館         | 小學館             |
| 卷數 | 發售日期       | ISBN               |
| ---- | -------------- | ------------------ |
| 1    | 1996年10月15日 | ISBN 4-09-191141-2 |
| 2    | 1996年10月15日 | ISBN 4-09-191142-0 |
| 3    | 1996年11月15日 | ISBN 4-09-191143-9 |
| 4    | 1996年11月15日 | ISBN 4-09-191144-7 |
| 5    | 1997年1月15日  | ISBN 4-09-191145-5 |
| 6    | 1997年1月15日  | ISBN 4-09-191146-3 |
| 7    | 1997年2月15日  | ISBN 4-09-191147-1 |
| 8    | 1997年2月15日  | ISBN 4-09-191148-X |

### 講談社版
| 卷數 | 講談社       | 講談社                 |
| 卷數 | 發售日期     | ISBN                   |
| ---- | ------------ | ---------------------- |
| 1    | 1998年7月9日 | ISBN 978-4-06-303115-7 |
| 2    | 1998年7月9日 | ISBN 978-4-06-303116-4 |
| 3    | 1998年7月9日 | ISBN 978-4-06-303117-1 |
| 4    | 1998年8月5日 | ISBN 978-4-06-303118-8 |
| 5    | 1998年8月5日 | ISBN 978-4-06-303119-5 |
| 6    | 1998年8月5日 | ISBN 978-4-06-303120-1 |
| 7    | 1998年9月9日 | ISBN 978-4-06-303121-8 |
| 8    | 1998年9月9日 | ISBN 978-4-06-303122-5 |